# 걸프스트림 에어로스페이스

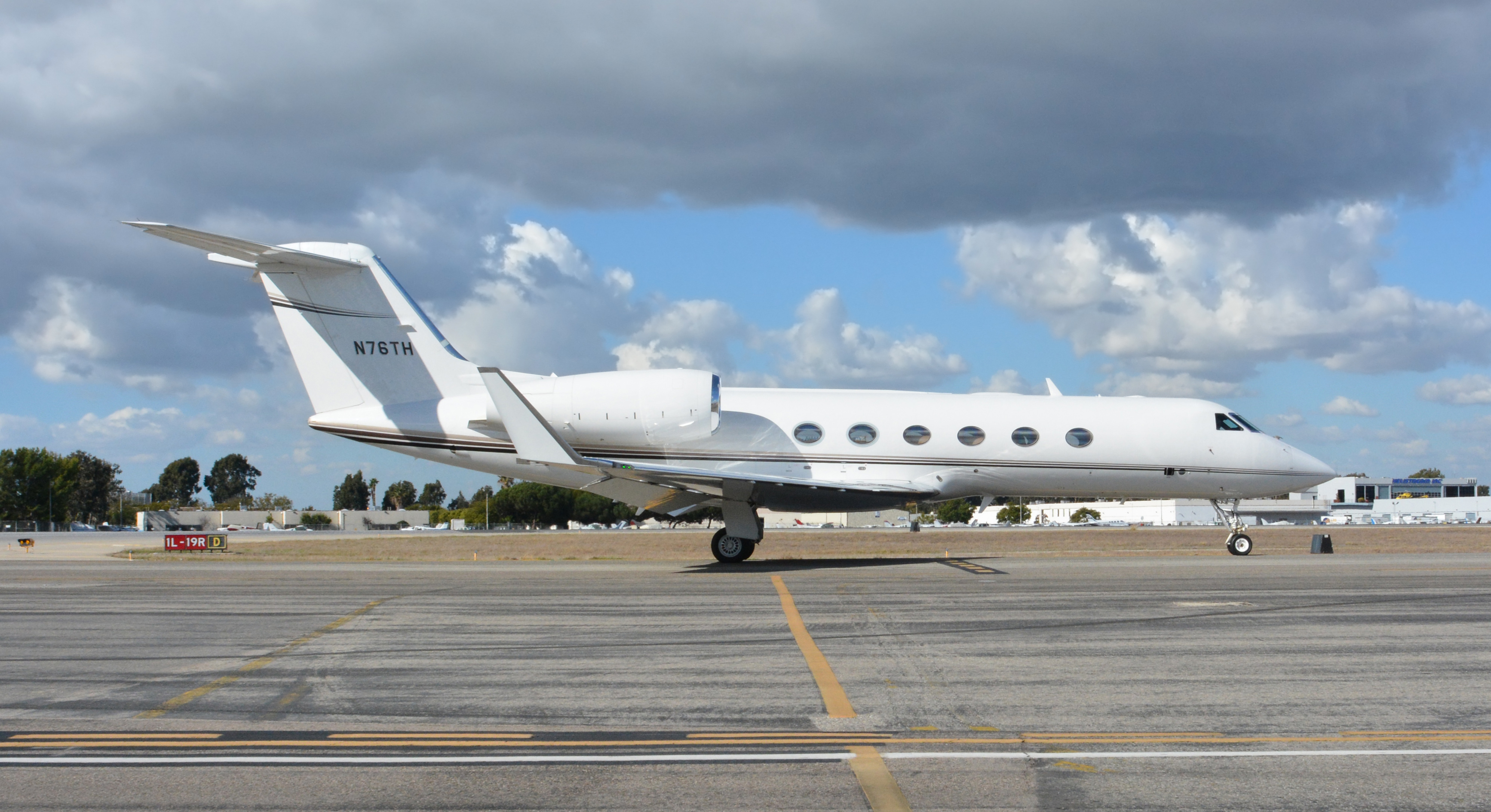
램프 위의 2004년형 걸프스트림 G450

걸프스트림 에어로스페이스(Gulfstream Aerospace Corporation)는 미국의 항공기 제작회사이다. 서배너에 본사가 있다. 걸프스트림은 1999년부터 제너럴 다이내믹스 산하의 자회사가 되었다. 여러 비즈니스 제트기를 생산하는 것으로 유명하다.

## 걸프스트림 사의 항공기
2017년 현재 * 표시된 7 기종을 생산한다.
- 걸프스트림 G150 (Gulfstream G150)
- 걸프스트림 G200 (Gulfstream G200)
- 걸프스트림 G250 (Gulfstream G250) - G200의 바탕으로 개발하였다.
- 걸프스트림 G280* (Gulfstream G280)
- 걸프스트림 G350/G450 (Gulfstream G350/G450)
- 걸프스트림 G500*/G550* (Gulfstream G500/G550)
- 걸프스트림 G600* (Gulfstream G600)
- 걸프스트림 G650*/G650ER* (Gulfstream G650/G650ER)
- 걸프스트림 G700* (Gulfstream G700)